# Iorgos Panusópulos
Iorgos Panusópulos (grec: Γιώργος Πανουσόπουλος) Kifisia, 3 de febrer de 1942) és un director de fotografia, director de cinema i guionista grec.
Va començar la seva carrera cinematogràfica el 1965 com a càmera i després director de fotografia, abans de passar a la direcció el 1969. Ha treballat en una trentena de pel·lícules, deu de les quals va dirigir. Ha treballat amb Alexis Damianos, Ado Kyrou, Nikos Perakis o Pantelis Vulgaris. També ha rodat molts anuncis. La seva pel·lícula de 1985 Mania va ser presentada al 36è Festival Internacional de Cinema de Berlín. a seva pel·lícula de 1988 Love Me Not? va ser presentada a la 46a Mostra Internacional de Cinema de Venècia.

## Filmografia
- Taxeidi tou melitos (1979)
- Oi Apenanti (1981)
- Mania (1985)
- M'agapas (1988)
- Eleftheri Katadysi (1995)
- Mia Mera ti Nyhta (2001)
- Testosteroni (2004)